# جيم ميتشيل (لاعب كرة قدم أمريكية أمريكي)
جيم ميتشيل (بالإنجليزية: Jim Mitchell)‏ هو لاعب كرة قدم أمريكية أمريكي، ولد في 15 سبتمبر 1948 في دانفيل في الولايات المتحدة.

## وصلات خارجية
- جيم ميتشيل على موقع مرجع كرة القدم المحترفة.كوم (الإنجليزية)